# Agenda 21
Agenda 21 (ang. Action Programme – Agenda 21) – Agenda 21 jest dokumentem programowym, który przedstawia sposób opracowania i wdrażania programów zrównoważonego rozwoju w życie lokalne. Dokument ten został przyjęty na konferencji "Środowisko i Rozwój" z inicjatywy ONZ w 1992 roku na II Konferencji w Rio de Janeiro. Jej polska wersja ukazała się w roku 1993 w opracowaniu "Dokumenty końcowe Konferencji Narodów Zjednoczonych Środowisko i Rozwój".
Wyceniony na 600 mld dolarów program ratowania planety zawarty jest w Agendzie 21 na prawie 500 stronach, w 40 rozdziałach.

## Pełna lista rozdziałów
1. Wstęp

### Zagadnienia społeczne i ekonomiczne
2. Międzynarodowa współpraca w celu przyspieszania trwałego i zrównoważonego rozwoju i odpowiedniej polityki wewnętrznej w krajach rozwijających się.

3. Walka z ubóstwem.

4. Zmiana modelu konsumpcji.

5. Dynamika demograficzna a trwały i zrównoważony rozwój.

6. Ochrona i promocja ludzkiego zdrowia.

7. Promowanie trwałego i zrównoważonego rozwoju osiedli ludzkich.

8. Włączanie problemów środowiska i rozwoju do procesu podejmowania decyzji.

### Ochrona i zarządzaniezasobami naturalnymiw celu zapewnienia trwałego i zrównoważonego rozwoju
9. Ochrona atmosfery.

10. Kompleksowe planowanie i zarządzanie zasobami powierzchni Ziemi.

11. Działania zapobiegające wylesieniom.

12. Zarządzanie wrażliwymi (niestabilnymi) ekosystemami. Przeciwdziałanie pustynnieniu i suszom.

13. Zarządzanie wrażliwymi (niestabilnymi) ekosystemami. Zrównoważony rozwój terenów górskich.

14. Promowanie trwałego i zrównoważonego rozwoju rolnictwa i wsi.

15. Ochrona różnorodności biologicznej.

16. Bezpieczne dla środowiska wykorzystanie biotechnologii.

17. Ochrona oceanów, wszystkich rodzajów mórz, w tym śródlądowych i otwartych, terenów stref przybrzeżnych oraz ochrona, racjonalne wykorzystywanie i rozwój żywych zasobów morza.

18. Ochrona jakości i wykorzystywanie zasobów wód śródlądowych. Zintegrowane podejście do problemu rozwoju zasobów wód śródlądowych, ich zarządzania i zagospodarowania.

19. Bezpieczne dla środowiska postępowanie z toksycznymi i niebezpiecznymi środkami chemicznymi. Zwalczanie nielegalnego handlu tymi środkami.

20. Bezpieczna dla środowiska gospodarka odpadami niebezpiecznymi. Zapobieganie nielegalnemu międzynarodowemu handlowi odpadami niebezpiecznymi.

21. Bezpieczna dla środowiska gospodarka stałymi odpadami oraz osadami z oczyszczalni ścieków.

22. Bezpieczne i nieszkodliwe dla środowiska obchodzenie się z odpadami radioaktywnymi.

### Wzmacnianie roli głównych grup społecznych i organizacji
23. Wprowadzenie.

24. Rola kobiet w trwałym i zrównoważonym rozwoju.

25. Dzieci i młodzież w trwałym i zrównoważonym rozwoju.

26. Rola ludności tubylczej (grup etnicznych) w trwałym i zrównoważonym rozwoju.

27. Umocnienie roli organizacji pozarządowych – partnerów w działaniach na rzecz trwałego i zrównoważonego rozwoju.

28. Wykorzystanie inicjatywy władz lokalnych w realizowaniu zaleceń Agendy 21.

29. Umocnienie roli pracowników i ich związków zawodowych w osiąganiu trwałego i zrównoważonego rozwoju.

30. Umocnienie roli biznesu i przemysłu w osiąganiu trwałego i zrównoważonego rozwoju.

31. Rola społeczności naukowej i technicznej w tworzeniu podstaw i warunków trwałego i zrównoważonego rozwoju.

32. Zwiększenie roli rolników w procesie trwałego i zrównoważonego rozwoju.

### Możliwości realizacyjne
33. Środki i mechanizmy finansowania.

34. Transfer technologii proekologicznych. Współpraca i tworzenie możliwości.

35. Nauka dla trwałego i zrównoważonego rozwoju.

36. Promowanie nauczania, kształtowania świadomości społecznej i szkolenia w zakresie trwałego i zrównoważonego rozwoju i ochrony środowiska.

37. Mechanizmy państwowe i współpraca międzynarodowa w tworzeniu możliwości realizacyjnych.

38. Zmiany instytucjonalne na forum międzynarodowym.

39. Międzynarodowe mechanizmy i instrumenty prawne.

40. Informacje do wykorzystania przy podejmowaniu decyzji.